# Zamacolada

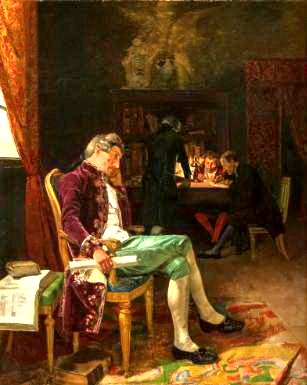
Zamácola dictando a sus escribientes (1881), por Mamerto Seguí Arechavala. Museo de Bellas Artes de Bilbao.

La Zamacolada (en euskera Zamakolada) fue una revuelta que tuvo lugar en 1804 en el Señorío de Vizcaya (Monarquía de España), durante el reinado de Carlos IV. Toma el nombre de Simón Bernardo de Zamácola, personaje de gran prestigio en el Señorío, cuya propuesta de reorganización y ampliación de la fuerza militar aprobada por las Juntas Generales en julio de 1804 fue el detonante del motín.

## Historia
Las relaciones entre la villa de Bilbao y los notables de la Tierra Llana habían empeorado desde el final de la Guerra de la Convención y se agravaron con el proyecto presentado por Zamácola de creación de un puerto en la anteiglesia de Abando, que llevaría el nombre de «Puerto de la Paz» en honor del favorito Manuel Godoy y que pondría fin a los «privilegios» exclusivos del puerto de Bilbao. El proyecto fue aprobado el 31 de diciembre de 1801. El nuevo puerto quedaría bajo el control directo de las Juntas.
El detonante del motín fue la propuesta de Zamácola aprobada en julio de 1804 por las Juntas Generales de Vizcaya de reorganizar y ampliar las fuerzas del orden público en cada localidad, que las clases populares de Bilbao y los campesinos de la Tierra Llana la juzgaron como el fin de la exención del servicio militar de la que gozaban todos los habitantes del Señorío de Vizcaya. Se entendió, como ha señalado Luis de Guezala, «que los bizkainos jóvenes iban a ser por primera vez uniformados y obligados a marchar fuera de Bizkaia para servir en el ejército del rey. Eliminándose el sistema tradicional foral por el que los bizkainos formaban milicias locales con sus propios mandos para defender exclusivamente su propio territorio en la ocasión en que este fuera invadido».
El levantamiento armado, probablemente alentado por los comerciantes de Bilbao enfrentados a Zamácola por el proyecto del nuevo puerto, comenzó a mediados de agosto encabezado por los habitantes de Abando que irrumpieron en Bilbao y apresaron a todas las autoridades, incluidos los dos diputados generales y el corregidor, acusados de «ladrones» y «traidores de la patria». Fueron liberados gracias a la intervención decidida del exsecretario de Estado y del Despacho Mariano Luis de Urquijo y del almirante José de Mazarredo, con la condición de que quedaran bajo su custodia personal.
A finales de agosto las Juntas Generales se reunieron de nuevo en la Casa de Juntas de Guernica y revocaron la aprobación del plan militar presentado por Zamácola, nombrándose a continuación dos nuevos diputados generales. Pero el Ejército Real enviado por Godoy, compuesto por unos 4000 hombres, ocupó el Señorío y entró en Bilbao el 21 de septiembre. El juez comisionado real, Francisco Javier Durán, destituyó inmediatamente a los dos nuevos diputados generales recién elegidos y repuso a los anteriores, aunque sí reconoció la anulación del plan militar (en una proclama prometió a los vizcaínos que sus fueros y el sistema militar tradicional serían respetados). En mayo del año siguiente «dictó una sentencia por la que condenó a 367 hombres y 17 mujeres a multas de hasta 6.000 ducados, penas de destierro, prisión de hasta 8 años e, irónicamente, servicio en el ejército real. Las localidades en las que fue más destacada la protesta fueron condenadas a multas y a sufragar los gastos de las tropas de ocupación, que permanecerían en Bizkaia hasta marzo de 1807». Por otro lado, la Monarquía aprovechó la ocupación militar para reorganizar el sistema de gobierno del Señorío: eliminó la figura del Corregidor como representante del señor-rey y la sustituyó por un «comandante general de Vizcaya y gobernador militar y político de Bilbao».

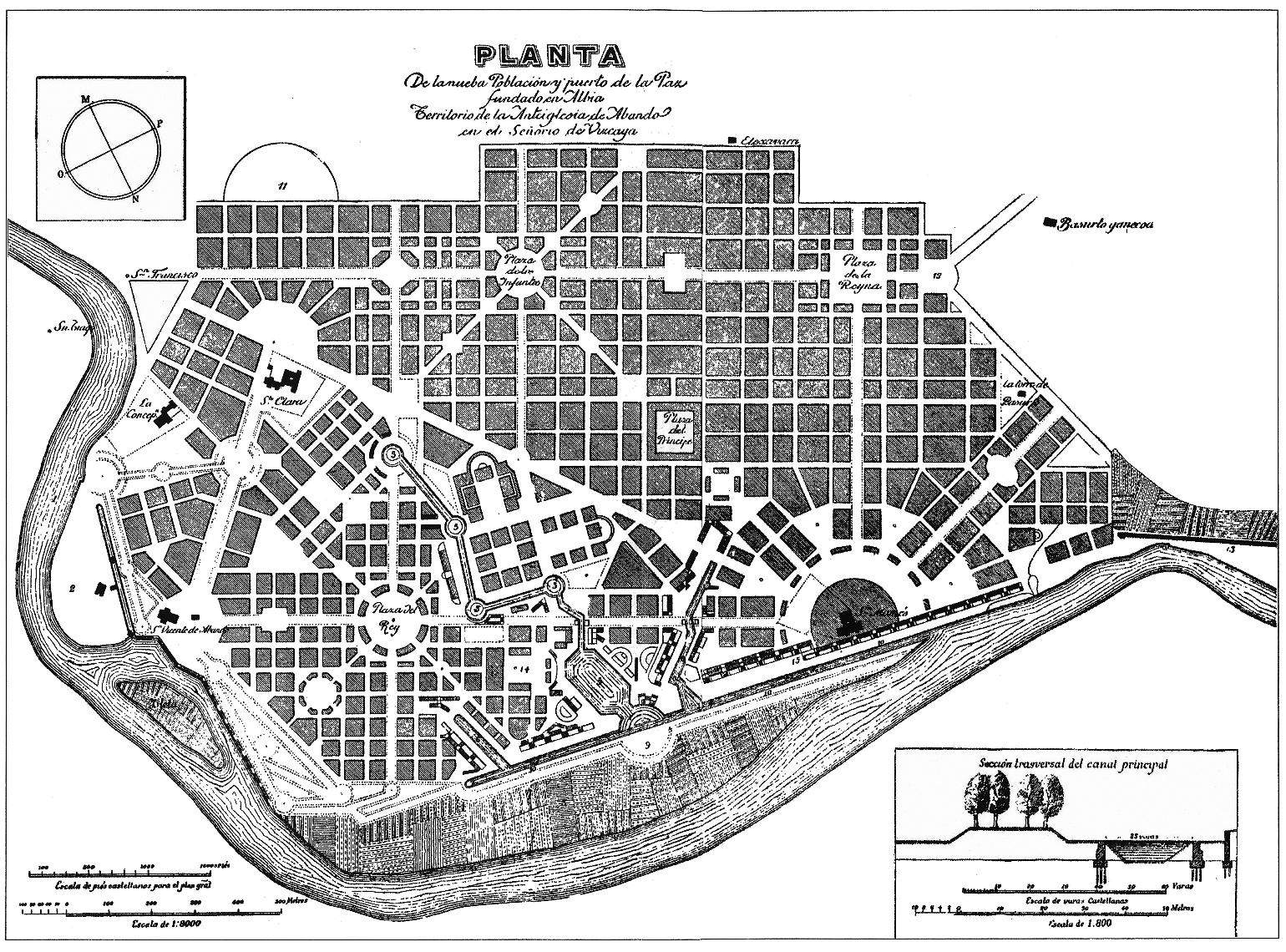
Plano del proyecto del "Puerto de la Paz" finalmente descartado.

El proyecto del «Puerto de la Paz» también fue anulado, por lo que, como ha destacado Elena Mariezcurrena, «el gran beneficiario del conflicto fue Bilbao, que consiguió hacer desaparecer el proyecto del puerto competidor». Esta historiadora también ha señalado que «la villa supo poner de su parte a los campesinos y utilizar en su beneficio el antagonismo de éstos y la nobleza rural». Por su parte, Luis de Guezala ha señalado que «tras la Guerra de la Independencia la restauración absolutista conllevaría también la de las instituciones del ordenamiento foral bizkaino anteriores a la Zamakolada, pero había quedado manifiesta así, al comenzar el siglo XIX, la posibilidad de vulnerar el Fuero de Bizkaia y los de los restantes territorios vascos vinculados a la monarquía castellana mediante una ocupación e imposición militar».